# Miel de Asturias
Miel de Asturias es una indicación geográfica protegida referida a nueve variedades de miel producidas en Asturias. Cuenta con dicha protección desde febrero de 2022.

## Características
La miel amparada por la Indicación Geográfica Protegida (I.G.P) “Miel de Asturias” es aquella miel producida íntegramente en el Principado de Asturias, a partir de la flora y vegetación existente en la misma y exclusivamente con colmenas de desarrollo vertical (Langstroth o Dadant).

## Tipos de miel
Según sus características organolépticas, físico químicas y su origen botánico la miel en Asturias puede clasificarse en los siguientes tipos:
- Agrupaciones florales: No hay predominio de las características específicas de una especie botánica concreta, sino una mezcla de varias que determinan una miel característica a una zona
  - Miel de bosque. Se trata de una miel de mielada que contiene además un porcentaje variable de polen de plantas melíferas de Asturias (entre ellas Erica sp. y castanea sativa) que le otorga las siguientes características organolépticas: olor malteado aunque también amaderado y terroso que recuerda al castaño y al humus, una sensación olfato-gustativa ligeramente salada, amargo fuerte y persistente, con un toque astringente, y un color ámbar oscuro con tonos negrosmarrones brillantes.
  - Miel de costa. Se trata de una miel en cuya composición aparece polen de las plantas melíferas del litoral y las depresiones y cuencas bajas de los ríos asturianos, correspondiendo el espectro polínico con la flora melífera propia de la zona (Eucalyptus sp., Quercus sp., Salix alba, Malus sp., Centaurea debeauxii, Ligustrum sp., Lotus corniculatus, Rubus sp., Trifolium repens) que se relaciona con un olor fresco que recuerda al del eucalipto, con un sabor dulce y ligeramente ácido, y con un color ámbar o ámbar claro.
  - Miel de montaña. Presenta un sumatorio en el contenido de polen de brezo (Erica sp.) y de castaño (Castanea sativa) superior al 70 % como consecuencia de ser las especies predominantes en las zonas de montaña de Asturias. Debido a ello, sus características organolépticas son un olor amaderado y terroso en conjunción con aromas florales, con una sensación olfato-gustativa ligeramente salado, amargo fuerte y persistente con un toque astringente, y un color ámbar.
- Miel monofloral: Hay predominio de las características propias de una especie botánica determinada y posee las cualidades organolépticas, físico-químicas y meliso-palinológicas
  - Miel de roble. Se trata de una miel de mielada acompañado de un porcentaje de polen procedente de Fagáceas, Ericáceas, Cistáceas y Rosáceas lo cual le otorga un olor con un claro componente malteado, una sensación olfato-gustativa con claros componentes de sabor salado y un color ámbar muy oscuro con tonos negrosmarones brillantes.
  - Miel de eucalipto. Se caracteriza por tener ≥ 70 % de polen de Eucalyptus sp. responsable de las siguientes características organolépticas: aroma a madera mojada, con una sensación olfato-gustativa dulce con ligeras notas ácidas y un retronasal balsámico, y su color es ámbar claro con tonos pardo-verdosos.
  - Miel de castaño. Se caracteriza por tener ≥ 70 % de polen de Castanea sativa que se asocia con un olor vegetal a madera (no muy intenso ni persistente), con una sensación olfato-gustativa con componentes salados y amargos, y un color ámbar oscuro que a veces presenta tonos pardo-verdosos
  - Miel de brezo. Presenta ≥38 % de polen de las diferentes especies el género Erica sp. presentes en Asturias. Estas mieles presentan un olor con toques acaramelados, una sensación olfato-gustativa floral (intenso y persistente) con notas terrosas a bosque en otoño, y un color ámbar muy oscuro con tonos rojizos.
  - Miel de calluna. Tiene ≥8 % de polen de Calluna vulgaris. Debido a ello presenta un olor dulce con claras notas amargas y saladas, con una sensación gelatinosa en boca, una sensación olfato-gustaitiva floral (intenso y persistente) con notas terrosas y a humus, y un color ámbar con tonalidades pardo-rojizas y superficie ondulada.
  - Miel de madroño. Contiene ≥ 8 % de polen de Arbutus unedo. Se caracteriza por un olor floral con toques de humus, hojarasca y setas, con una sensación olfato-gustativa muy amarga con notas saladas, y un color ámbar.